# 雷震事件
雷震事件，是一件發生於1960年的臺灣白色恐怖案件。

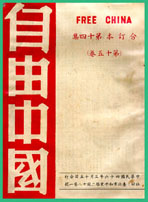
《自由中國》雜誌封面自由中國雜誌/雷震主辦的自由中國因內容評論時政，為政府所不容。後遭逮捕入獄，自由中國也隨之停刊。

## 過程

### 反蔣連任、籌備組黨
雷震與在野人士李萬居、郭雨新、高玉樹等共同連署反對時任中華民國總統蔣中正違背《中華民國憲法》三度連任總統職位。
1960年2月1日，《自由中國》發表〈敬向蔣總統作一最後的忠告〉社論。
同年5月4日，《自由中國》再度發表〈我們為什麼迫切需要一個強有力的反對黨〉一文，鼓吹成立反對黨參與選舉以制衡執政黨。
同年5月18日，非中國國民黨籍人士共72人於中國民主社會黨總部舉行選舉改進檢討會，主張成立新黨，要求公正選舉，實現真正民主，並決議即日組織「地方選舉改進座談會」，隨即又籌備組織「中國民主黨」。
此後，雷震擔任地方選舉改進座談會召集委員，並與李萬居、高玉樹共同擔任發言人；其中，李萬居為籌備中新黨的黨主席、雷震則為秘書長。
同年7至8月間，他們舉行了四次分區座談會，情治單位同時進行密切監控。

### 大江東流擋不住
1960年9月1日，《自由中國》第二十三卷第五期刊出殷海光執筆社論〈大江東流擋不住〉，聲言組黨就像民主潮流，乃是無可阻擋；此言論觸及了國民黨政府之容忍極限。
同年9月4日，臺灣警備總司令部以涉嫌叛亂罪將雷震與劉子英、馬之驌、傅正等人逮捕，並隨後在軍事法庭上以「為匪宣傳」、「知匪不報」罪名將雷震判處十年徒刑，又將傅正及馬之驌判處感化三年，而「匪諜」劉子英則被判處十二年徒刑；同日，胡適向時任行政院院長陳誠發出電文：「今晨此間新聞廣播雷震等被逮捕之消息，且明說雷是主持反對黨運動的人。鄙意政府此舉甚不明智，其不良影響所及可預言者：一則國內外輿論必認為雷等被捕，表示政府畏懼並挫折反對黨運動；二則此次雷等四人被捕，《自由中國》雜誌當然停刊，政府必將蒙『摧殘言論自由』之惡名；三則在西方人士心目中，『批評政府』與『謀成立反對黨』皆與叛亂罪名絕對無關……」。同時，中國民主黨宣告組黨失敗，《自由中國》雜誌社宣告解散。
同年9月23日，立法委員費希平在立法院第二十六會期第二次會議對此提出六點問題質詢行政院院長陳誠。
同年10月8日，總統蔣中正明確指示雷震的「刑期不得少於十年」、「覆判不能變更初審判決」；當時，監察委員陶百川自承「深知政府制裁雷震決心如鐵，自非監察院所能挽回」。

### 萬山不許一溪奔
1960年11月18日，胡適自美國返回臺灣向蔣中正為雷震求情；胡適表示當局逮捕雷震之處置相當不恰當，並應將其交由司法公開偵查審判。蔣中正隨即答道：“胡先生同我向來是感情很好的。但是這一兩年來，胡先生好像只相信雷儆寰，不相信我們政府。”
胡適隨後回應：“這話太重了，我當不起。……10年前總統曾對我說，如果我組一個反對黨，他不反對，並且可以支持我。總統大概知道我不會組黨的。但他的雅量，我不會忘記。”
1961年，胡適在雷震於獄中度過六十五歲生日時，手書南宋詩人楊萬里的詩作〈桂源鋪〉饋贈其人；但是，在蔣中正的威權統治下，胡適也不便前往監獄探望。

### 新黨運動黑皮書
雷震在入獄後曾寫下四百萬字《回憶錄》，但後遭軍事監獄管理者沒收並予以焚燬。
1970年9月4日，雷震十年徒刑期滿出獄；此後，他繼續關心時下政治發展，並重建《回憶錄》內容寫出《新黨運動黑皮書》，又將手稿秘密送往海外給予陳菊，終由遠流出版社在2003年出版。